# ヘイデン・ウェズネスキー
ヘイデン・グレゴリー・ウェズネスキー（Hayden Gregory Wesneski, 1997年12月5日 - ）は、アメリカ合衆国テキサス州ヒューストン出身のプロ野球選手（投手）。MLBのヒューストン・アストロズ所属。

## 経歴

### プロ入り前
高校時代に2016年のMLBドラフト33巡目（全体990位）でタンパベイ・レイズから指名されたが、契約せずにサム・ヒューストン州立大学へ進学した。

### プロ入りとヤンキース傘下時代
2019年のMLBドラフト6巡目（全体195位）でニューヨーク・ヤンキースから指名されプロ入り。傘下のルーキー級プラスキ・ヤンキースでプロデビューし、18試合に登板して1勝1敗、防御率4.76、30奪三振の成績を記録した。
2020年は新型コロナウイルスの影響でマイナーリーグの試合が開催されず、公式戦への出場はなかった。
2021年はA+級ハドソンバレー・レネゲーズで開幕を迎え、シーズン途中にAA級サマセット・ペイトリオッツ、AAA級スクラントン・ウィルクスバリ・レイルライダースへ昇格。3チーム合計で25試合（先発24試合）に登板して11勝6敗、防御率3.25、151奪三振の成績を記録した。
2022年はAAA級スクラントンで開幕を迎えた。

### カブス時代
2022年8月1日にスコット・エフロスとのトレードで、シカゴ・カブスへ移籍した。9月6日のシンシナティ・レッズ戦でメジャー初登板を果たした。この試合では2点ビハインドの5回表からマウンドに上がると、5イニングを無失点に抑えた。打線も鈴木誠也の本塁打などで逆転し、メジャー初勝利を挙げた。同月22日のピッツバーグ・パイレーツ戦では3者連続三球三振（イマキュレート・イニング）を達成した。

### アストロズ時代
2024年12月13日にカイル・タッカーとのトレードで、イサーク・パレデス、キャム・スミスと共にヒューストン・アストロズへ移籍した。

## 詳細情報

### 年度別投手成績
| 年 度    | 球 団    | 登 板 | 先 発 | 完 投 | 完 封 | 無 四 球 | 勝 利 | 敗 戦 | セ 丨 ブ | ホ 丨 ル ド | 勝 率 | 打 者 | 投 球 回 | 被 安 打 | 被 本 塁 打 | 与 四 球 | 敬 遠 | 与 死 球 | 奪 三 振 | 暴 投 | ボ 丨 ク | 失 点 | 自 責 点 | 防 御 率 | W H I P |
| -------- | -------- | ----- | ----- | ----- | ----- | -------- | ----- | ----- | -------- | ----------- | ----- | ----- | -------- | -------- | ----------- | -------- | ----- | -------- | -------- | ----- | -------- | ----- | -------- | -------- | ------- |
| 2022     | CHC      | 6     | 4     | 0     | 0     | 0        | 3     | 2     | 0        | 0           | .600  | 132   | 33.0     | 24       | 3           | 7        | 0     | 3        | 33       | 0     | 0        | 9     | 8        | 2.18     | 0.94    |
| 2023     | CHC      | 34    | 11    | 0     | 0     | 0        | 3     | 5     | 0        | 2           | .375  | 379   | 89.1     | 82       | 20          | 32       | 1     | 3        | 83       | 2     | 0        | 50    | 46       | 4.63     | 1.28    |
| 2024     | CHC      | 28    | 7     | 0     | 0     | 0        | 3     | 6     | 0        | 2           | .333  | 283   | 67.2     | 56       | 12          | 21       | 0     | 2        | 67       | 1     | 1        | 37    | 29       | 3.86     | 1.14    |
| MLB：3年 | MLB：3年 | 68    | 22    | 0     | 0     | 0        | 9     | 13    | 0        | 2           | .409  | 794   | 190.0    | 162      | 35          | 60       | 1     | 8        | 183      | 3     | 1        | 96    | 83       | 3.93     | 1.17    |

- 2024年度シーズン終了時

### 年度別守備成績
| 年 度 | 球 団 | 投手（P） | 投手（P） | 投手（P） | 投手（P） | 投手（P） | 投手（P） |
| 年 度 | 球 団 | 試 合     | 刺 殺     | 補 殺     | 失 策     | 併 殺     | 守 備 率  |
| ----- | ----- | --------- | --------- | --------- | --------- | --------- | --------- |
| 2022  | CHC   | 6         | 5         | 0         | 1         | 0         | .833      |
| 2023  | CHC   | 34        | 7         | 7         | 0         | 1         | 1.000     |
| 2024  | CHC   | 28        | 8         | 7         | 2         | 1         | .882      |
| MLB   | MLB   | 68        | 20        | 14        | 3         | 2         | .919      |

- 2024年度シーズン終了時

### 背番号
- 19（2022年 - ）